# 末広 (蓮田市)
末広（すえひろ）は、埼玉県蓮田市の町名。現行行政地名は末広一丁目および末広二丁目。住居表示実施地区。郵便番号は349-0124。

## 地理
埼玉県東部、蓮田市南部の大宮台地（岩槻支台）に位置する。北東側で本町に、南東側で東に、西側で御前橋に、北側で見沼町に、北東角で上に隣接する。埼玉県道311号蓮田鴻巣線が中央を東西に走る。また、地区の南端を北東方向に東北本線（宇都宮線）が通る。
住居表示の実施により成立した。町名は通称地名に由来する。全域が市街化区域に指定されており、主に住宅地として利用されている。県道蓮田鴻巣線沿いは商業地となっている。二丁目には生産緑地地区が存在する。

## 歴史
- 1964年（昭和39年） - 住居表示実施により、大字蓮田の一部から末広一丁目・二丁目が成立[6]。
- 1972年（昭和47年）10月1日 - 蓮田町が市制施行し、蓮田市の町名となる。
- 2010年（平成22年）4月22日 - 都市計画道路前口山ノ内線の、宇都宮線とアンダーパス方式により立体交差する箇所（下蓮田地下道）を含む750 mの区間が開通する[8]。

## 世帯数と人口
2020年（令和2年）9月1日時点の世帯数と人口は以下の通りである。
| 丁目       | 世帯数  | 人口    |
| ---------- | ------- | ------- |
| 末広一丁目 | 327世帯 | 654人   |
| 末広二丁目 | 226世帯 | 490人   |
| 計         | 553世帯 | 1,144人 |

## 小・中学校の学区
市立小・中学校に通う場合、学区は以下の通りとなる。
| 丁目       | 区域 | 小学校                 | 中学校               |
| ---------- | ---- | ---------------------- | -------------------- |
| 末広一丁目 | 全域 | 蓮田市立蓮田南小学校   | 蓮田市立蓮田南中学校 |
| 末広二丁目 | 全域 | 蓮田市立蓮田中央小学校 | 蓮田市立蓮田中学校   |

## 交通

### 鉄道
地区内の東との境界付近を宇都宮線が通るが、駅は所在しない。最寄り駅は同線蓮田駅である。

### 道路
- 埼玉県道311号蓮田鴻巣線
- 都市計画道路前口山ノ内線

## 施設
一丁目
- 末広町自治会館

二丁目
- 稲荷大明神